# Pale Communion
Pale Communion – jedenasty album studyjny szwedzkiego zespołu Opeth wydany 26 sierpnia 2014 roku przez Roadrunner Records. Album został wyprodukowany i napisany przez Mikaela Åkerfeldta, a zmiksowany przez Stevena Wilsona. Jest to pierwszy album z nowym członkiem zespołu, Joakimem Svalbergiem, który zastąpił poprzedniego keyboardzistę Pera Wiberga. Okładka albumu po raz kolejny została zaprojektowana przez Travisa Smitha.
Nagrania dotarły do 19. miejsca listy Billboard 200 w Stanach Zjednoczonych sprzedając się w nakładzie 13 tys. egzemplarzy w przeciągu tygodnia od dnia premiery.

## Lista utworów
Opracowano na podstawie materiału źródłowego.
| Nr | Tytuł utworu                    | Słowa            | Muzyka           | Długość |
| -- | ------------------------------- | ---------------- | ---------------- | ------- |
| 1. | „Eternal Rains Will Come”       | Mikael Åkerfeldt | Mikael Åkerfeldt | 06:46   |
| 2. | „Cusp of Eternity”              | Mikael Åkerfeldt | Mikael Åkerfeldt | 05:36   |
| 3. | „Moon Above, Sun Below”         | Mikael Åkerfeldt | Mikael Åkerfeldt | 10:52   |
| 4. | „Elysian Woes”                  | Mikael Åkerfeldt | Mikael Åkerfeldt | 04:47   |
| 5. | „Goblin” (utwór instrumentalny) |                  | Mikael Åkerfeldt | 04:32   |
| 6. | „River”                         | Mikael Åkerfeldt | Mikael Åkerfeldt | 07:30   |
| 7. | „Voice of Treason”              | Mikael Åkerfeldt | Mikael Åkerfeldt | 08:00   |
| 8. | „Faith in Others”               | Mikael Åkerfeldt | Mikael Åkerfeldt | 07:39   |
|    |                                 |                  |                  | 55:42   |

## Twórcy
Opracowano na podstawie materiału źródłowego.
| Zespół Opeth w składzie - Mikael Åkerfeldt – wokal prowadzący, gitara, produkcja muzyczna, realizacja nagrań - Fredrik Åkesson – gitara, wokal wspierający - Martin Axenrot – perkusja, instrumenty perkusyjne - Martin Mendez – gitara basowa - Joakim Svalberg – instrumenty klawiszowe, wokal wspierający |  | Inni - Steven Wilson – miksowanie, wokal wspierający - Paschal Byrne – mastering - Tom Dalgety – realizacja nagrań, produkcja muzyczna - Janne Hansson – realizacja nagrań - Travis Smith – oprawa graficzna |

## Listy sprzedaży
| Lista                   | Kraj              | Pozycja |
| ----------------------- | ----------------- | ------- |
| Ö3 Austria Top 40       | Austria           | 11      |
| Schweizer Hitparade     | Szwajcaria        | 24      |
| Billboard 200           | Stany Zjednoczone | 19      |
| Suomen virallinen lista | Finlandia         | 1       |
| Media Control Charts    | Niemcy            | 3       |
| Sverigetopplistan       | Szwecja           | 3       |
| IFPI Greece             | Grecja            | 16      |
| SNEP                    | Francja           | 45      |
| Oricon                  | Japonia           | 48      |
| OLiS                    | Polska            | 42      |